# オール・アイ・ワナ・ドゥ
「オール・アイ・ワナ・ドゥ」 (All I Wanna Do) は、アメリカ合衆国の歌手シェリル・クロウが1993年に発表した楽曲。作詞作曲はデビッド・ベアウォルド、ワイン・クーパー、シェリル・クロウ、ケヴィン・ギルバート。デビュー・アルバム『チューズデイ・ナイト・ミュージック・クラブ』に収録。
1995年のグラミー賞で最優秀レコード賞と最優秀女性ポップ・ボーカル・パフォーマンス賞を獲得し、最優秀楽曲賞にもノミネートされた。ビルボード・ホット100では2位、アダルト・コンテンポラリ・チャートでは1位を記録した。全英シングルチャートでは4位を記録した。

## 曲の構造
歌詞は、アメリカの詩人ワイン・クーパー（Wyn Cooper）の詩「Fun」に基づく。クロウのプロデューサーであるビル・ボットレルは、クーパーの詩集『The Country of Here Below』をカリフォルニアのパサデナの古本屋で見つけて、クロウは「Fun」を自身の曲の歌詞のために書き換えた。その結果、1987年時点ではわずか500冊しか出版されていなかった詩集が再版され、クーパーが著作権使用料を稼ぐことに貢献した。
オープニングのセリフ「This ain't no disco」は、トーキング・ヘッズの曲「ライフ」からの引用である。ラジオやライヴで演奏するときは、聞かれている地域への言及に変更される（例えば「This is VA」など）。
アレンジはスティーラーズ・ホイールの「スタック・イン・ザ・ミドル・ウィズ・ユー」（1972年）を元にしている。

## ミュージック・ビデオ
ビデオはクロウの最初のビデオ「さらばラス・ヴェガス」と同じくデビッド・ホーガンが監督を務め、クロウとバンドのメンバーが通りで演奏している中、著名人が空に浮かんでいる。ビデオはテネシーのクラークスビルで撮影された。
ミュージック・ビデオには2つのバージョンがある。理由はわからないが、オリジナルのバージョンでは俳優のグレッグ・スポーレダー扮するビリーが出演していたが、編集後のバージョンでは削除されて1分3秒時点ではビリーの影のみが映り、1分12秒から14秒までと3分33秒から36秒までは腕のみが映っている。編集後のバージョンは彼女の Greatest Hits DVD collection で見ることができる。

## 認定
| 国             | 認定     | 日付           | 売上    |
| -------------- | -------- | -------------- | ------- |
| イギリス       | シルバー | 1994年12月1日  | 200,000 |
| アメリカ合衆国 | ゴールド | 1994年11月22日 | 500,000 |

## チャート
| チャート（1994/95年）                                                  | 最高位 |
| ---------------------------------------------------------------------- | ------ |
| オーストラリア・ARIAチャート                                           | 1      |
| オーストリア・シングルチャート                                         | 5      |
| ベルギー・シングルチャート                                             | 31     |
| カナダ・RPMトップシングルス                                            | 1      |
| オランダ・メガトップ100                                                | 10     |
| フランス・SNEPシングルチャート                                         | 5      |
| ドイツ・シングルチャート                                               | 10     |
| アイルランド・IRMAシングルチャート                                     | 5      |
| ニュージーランド・RIANZシングルチャート                                | 4      |
| ノルウェー・シングルチャート                                           | 15     |
| スイス・シングルチャート                                               | 13     |
| 全英シングルチャート                                                   | 4      |
| アメリカ合衆国・ビルボード・ホット100                                  | 2      |
| アメリカ合衆国・ビルボード・ホット・アダルト・コンテンポラリ・トラック | 1      |
| アメリカ合衆国・ビルボード・ホット・メインストリーム・ロック・トラック | 35     |
| アメリカ合衆国・ビルボード・リズミック・トップ40                       | 31     |
| アメリカ合衆国・ビルボード・トップ40・メインストリーム                 | 1      |

| 年間チャート（1994年）                | 最高位 |
| ------------------------------------- | ------ |
| アメリカ合衆国・ビルボード・ホット100 | 34     |
| 年間チャート（1995年）                | 最高位 |
| アメリカ合衆国・ビルボード・ホット100 | 67     |

## カバー・バージョン
イギリスの歌手エイミー・スタッドは、シェリル・クロウからこの曲をカバーするかを尋ねられた。2004年1月12日にスタッドの4枚目のシングルとして発売され、全英シングルチャートで21位を記録し、アイルランドでは25位を記録した。
アル・ヤンコビックは、アルバム『Bad Hair Day』に収録されているポルカ・メドレーの「The Alternative Polka」にこの曲を含んでいる。